# Richardsonichthys leucogaster
Richardsonichthys leucogaster är en fiskart som först beskrevs av Richardson, 1848.  Richardsonichthys leucogaster ingår i släktet Richardsonichthys och familjen Tetrarogidae. Inga underarter finns listade i Catalogue of Life.